# Mantrijeron (onderdistrict)
Mantrijeron is een onderdistrict (kecamatan) in Jogjakarta, de hoofdstad van het gelijknamige bijzonder district, op het Indonesische eiland Java.
Gedongkiwo, Mantrijeron en Suryodiningratan zijn kelurahan in Mantrijeron.
Danurejan · Gedongtengen · Gondokusuman · Gondomanan · Jetis · Kotagede · Kraton · Mantrijeron · Mergangsan · Ngampilan · Pakualaman · Tegalrejo · Umbulharjo · Wirobrajan